# The Returned
The Returned est une série télévisée américaine en dix épisodes de 45 minutes, adaptée de la série française Les Revenants de Fabrice Gobert, développée par Carlton Cuse et diffusée entre le 9 mars et le 11 mai 2015 sur A&E.
La série a aussi été diffusée entre le 10 mars et le 12 mai 2015 dans les pays francophones disposant d'un service Netflix, en version originale et en version française excepté au Québec, où elle a été mise en ligne intégralement sur Netflix Canada après sa diffusion américaine.

## Synopsis
Dans une petite ville de montagne, plusieurs personnes mortes depuis des années reviennent à la vie. Ils tentent de reprendre le cours de leur vie alors que d'étranges phénomènes apparaissent autour d'eux.

## Distribution

### Acteurs principaux
- Sandrine Holt (VFB : Cathy Boquet) : Dr Julie Han
- Dylan Kingwell (VFB : Arthur Dubois) : Henry "Victor"
- Mark Pellegrino (VFB : Mathieu Moreau) : Jack Winship
- India Ennenga (VFB : Sophie Frison) : Camille Winship / Lena Winship jeune
- Sophie Lowe (VFB : Mélanie Dermont) : Lena Winship
- Tandi Wright (VFB : Catherine Conet) : Claire Winship
- Jeremy Sisto (VFB : David Manet) : Peter Lattimore / Andrew Barlett
- Mary Elizabeth Winstead (VFB : Delphine Chauvier): Rowan Blackshaw
- Mat Vairo (en) (VFB : Sébastien Hébrant) : Simon Moran
- Kevin Alejandro (VFB : Marc Weiss) : Shérif Tommy Solano
- Agnes Bruckner (VFB : Marie-Line Landerwyn) : Adjoint Nikki Banks

### Acteurs récurrents
- Michelle Forbes (VFB : Hélène Van Dyck) : Helen Goddard
- Aaron Douglas (VFB : Olivier Cuvellier) : Tony Darrow
- Rhys Ward (en) (VFB : Simon Duprez) : Adam Darrow
- Leah Gibson (en) (VFB : Cécile Florin) : Lucy McCabe
- Keenan Tracey (VFB : Grégory Praet) : Ben Lowry
- Dakota Guppy (VFB : Aaricia Dubois) : Chloe Blackshaw
- Alexander Calvert : Hunter
- Carl Lumbly (VFB : Nicolas Matthys) : Pasteur Leon Wrigh
- Chelah Horsdal (VFB : Micheline Goethals) : Kris
- Terry Chen (VFB : Vincent Dussewoir) : Adjoint Mark Bao
- Giacomo Baessato (VFB : Pierre Le Bec) : Adjoint Shane Slater

## Développement

### Production
En mai 2013, il est annoncé que le créateur de la série Shameless, Paul Abbott, et FremantleMedia développent une adaptation en langue anglaise de la série télévisée française de Canal+, Les Revenants mais en septembre 2013, Paul Abbott abandonne le projet et FremantleMedia annonce le développement d'une adaptation américaine avec la chaine A&E.
En avril 2014, la chaine A&E annonce avoir commandé une première saison de dix épisodes pour une diffusion en 2015. La chaine annonce aussi que la série sera développée par Carlton Cuse avec qui elle travaille déjà sur la série Bates Motel.
Le 15 juin 2015, A&E annonce l'annulation de la série après une saison de dix épisodes en raison des audiences décevantes.

### Fiche technique
- Titre original et français : The Returned
- Développement : Carlton Cuse
- Scénario : D'après la série télévisée Les Revenants de Fabrice Gobert
- Direction artistique : Kendelle Elliott
- Décors : Victoria Söderholm
- Costumes : Monique Prudhomme
- Musique : Zoë Keating et Jeff Russo
- Production : Justis Greene et Heather Meehan
- Producteurs exécutif : Thom Beers, Caroline Benjo, Stephanie Berk, Craig Cegielski, Carlton Cuse, Robert DeBitetto, Jimmy Desmarais, David McKillop et Raelle Tucker
- Sociétés de production : Carlton Cuse Productions, Angry Annie Productions, FremantleMedia North America et A+E Studios
- Sociétés de distribution :
  -  États-Unis : A&E (télévision) ; FremantleMedia North America (globale)
  -  France : Netflix (télévision) ; FremantleMedia France (globale)
- Pays d'origine :  États-Unis
- Langue originale : anglais
- Format : couleur - 16:9 HD - Stéréo
- Genre : Série dramatique et fantastique
- Durée : 45 minutes

 Sauf indication contraire, les informations mentionnées dans cette section peuvent être confirmées par la base de données cinématographiques IMDb,  présente dans la section « Liens externes ».

## Épisodes
1. Camille
2. Simon
3. Julie
4. Victor
5. Tony et Adam (Tony and Adam)
6. Lucy
7. Rowan
8. Claire
9. Helen
10. Peter